# José Vidal-Beneyto
José Vidal-Beneyto (Carcaixent, 26 juni 1927 - Parijs, 16 maart 2010) was een Spaans filosoof, socioloog en politicoloog.
Beneyto studeerde letteren en wijsbegeerte, politieke wetenschappen, recht en sociologie aan de universiteit van Valencia en aan de Complutense Universiteit van Madrid. Hij werd doctor in de rechten aan de universiteit van Málaga en studeerde verder aan de Sorbonne en aan de universiteit van Heidelberg. Hij werd een actief opponent van het franquisme en nam deel aan de Junta Democrática.
Vidal-Beneyto doceerde sociologie aan de Universiteit Complutense, leidde het "Collège des hautes études européennes Miguel Servet" in Parijs en was sinds 2006 doctor honoris causa van de universiteit van Valencia. Hij schreef geregeld voor El País. Hij nam ook deel aan verschillende internationale projecten en programma's, vooral over het verband tussen communicatie en cultuur, integratie en globalisering. Vidal-Beneyto was adviseur van verschillende Spaanse ministers van Cultuur en van Buitenlandse Zaken.

## Werken (selectie)
- Las Ciencias de la Comunicación en las universidades españolas, (1973)
- Alternativas populares a la comunicación de masas, (1981).
- El País o la referencia dominante (met G. Imbert), 1986.
- Las industrias de la lengua, (1991).
- Diario de una ocasión perdida, (1991).
- La Méditerranée: modernité plurielle, (2000).
- Ventana global: ciberespacio, esfera pública mundial y universo mediático, (2002).
- Hacia una sociedad civil global, (2003).
- Poder global y ciudadanía mundial, (2004).
- Derechos humanos y diversidad cultural, (2006).
- Memoria democrática, (2007).